# Мельников, Александр Николаевич (политик)
Александр Николаевич Мельников (26 июля 1956, Кузнецк, Пензенская область) — глава Балашовского муниципального района (с 31 октября 2016 — 24 апреля 2017 года), директор ООО «Балтекс» в городе Балашов (2010—2016).

## Биография
Родился в Кузнецке Пензенской области 26 июля 1956 года. В 1978 году окончил Пензенский инженерно-строительный институт по специальности «инженер-технолог-строитель».
Женат, воспитывает троих детей.

## Трудовая деятельность
Трудовую деятельность начал мастером на Саратовском заводе керамзитобетонных изделий. В 1985 году занял должность начальника цеха.
С декабря 1985 года в Ленинском райкоме КПСС исполнял обязанности секретаря партийного бюро сельского домостроительного комбината.
С июня 1986 года переведен в Саратовский обком КПСС инструктором, затем стал заведующим сектором, позже — заместителем заведующего отделом, помощником первого секретаря обкома КПСС.
В 1991 году окончил Саратовскую высшую партийную школу по специальности политолог. В сентябре 1991 г. перешел на работу в Центр «Саратовинвестагрострой», где занимал должность начальника отдела.
В 1992 году работал заместителем директора завода керамзитобетонных изделий.
С декабря 1993 года возглавлял Производственно-коммерческую фирму «ИННТЕК».
В марте 1994 г. был приглашен на руководящую должность в Администрацию города Саратова. В мае назначен арбитражным управляющим АОЗТ «Саратовский домостроительный комбинат».
В 1996 году защитил кандидатскую диссертацию с присвоением ученой степени кандидата политологических наук.
В 1999 году возглавлял Производственное объединение «Химтекс», с сентября 1999 года по август 2000 — ОАО «Энгельский капрон», с сентября 2000 г. по июль 2002 г. — ОАО «Покровск-Энерго».
С 2000 по 2005 гг. был депутатом Энгельского муниципального образования. С августа 2002 года — руководитель ООО «Представительство КуйбышевАзота».
С сентября 2010 по октября 2016 гг. - директор ООО «Балтекс».
С 31 октября 2016 по 24 апреля 2017 гг. - Глава Балашовского района.